# Zaireeka
Zaireeka è l'ottavo album discografico del gruppo musicale statunitense The Flaming Lips, pubblicato nel 1997 dalla Warner Bros. Records.
L'album è costituito da quattro CD da riprodurre simultaneamente per ottenere un unico suono armonico. È anche possibile riprodurre i dischi a intervalli diversi e/o mettendo in funzione solamente uno, due o tre di essi a seconda delle esigenze dell'ascoltatore.

## Antefatti

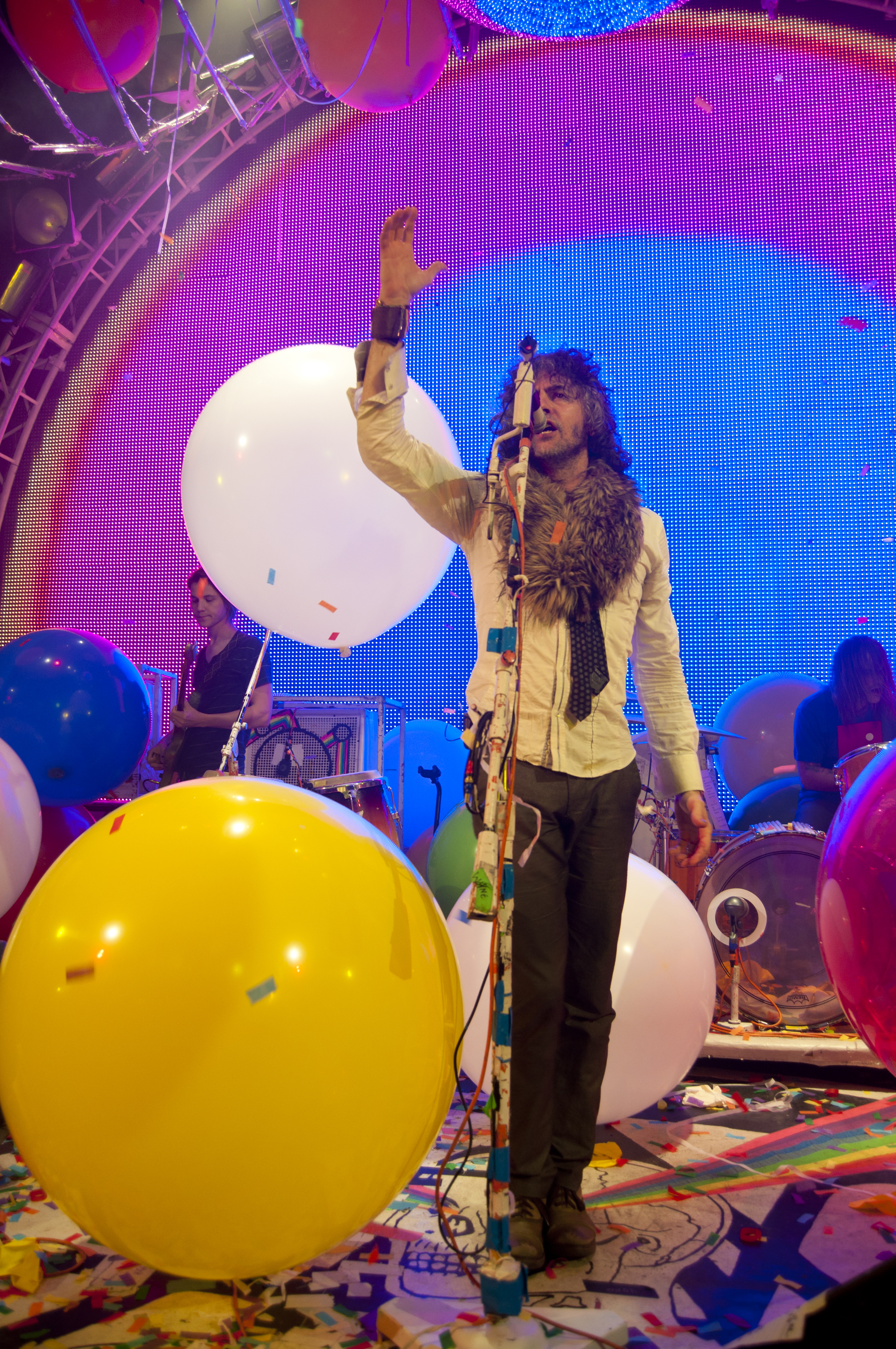
Wayne Coyne durante un concerto dei Flaming Lips (2012)

Zaireeka venne registrato durante un periodo in cui i Flaming Lips stavano attraversando una fase difficile della loro carriera. Reduce dalla pubblicazione di Clouds Taste Metallic (1996), che non era riuscito a ottenere lo sperato successo commerciale e aveva peggiorato i rapporti con la loro etichetta Warner Bros. Records, la formazione stava soffrendo a causa della dipendenza dall'eroina del batterista Steven Drozd che aveva compromesso la sua mano, la dipartita del chitarrista Ronald Jones, che non riusciva a rimanere nel gruppo a causa della sua agorafobia e a tollerare la situazione di Drozd, della prematura scomparsa del padre di Wayne Coyne e dell'incidente stradale di Michael Ivins. A queste vicende allude il brano The Spiderbite Song, proveniente dall'album The Soft Bulletin.
Tra il 1996 e il 1997, i Flaming Lips organizzarono i Parking Lot Experiment. L'idea alla base di essi è un'esperienza vissuta in prima persona da Coyne durante un concerto, nel corso del quale le autoradio dei mezzi parcheggiati riproducevano contemporaneamente le stesse tracce. Coyne registrò quaranta audiocassette che vennero riprodotte all'unisono da altrettante autoradio in diversi parcheggi. Stando alle testimonianze, ne scaturiva una «strana e fluida composizione di venti minuti.» La formazione decise di ribadire l'idea su disco, costringendo l'ascoltatore a utilizzare più supporti sonori per riprodurre il nuovo album Zaireeka.

## Composizione e registrazione
I Flaming Lips iniziarono a lavorare a Zaireeka l'aprile del 1997 presso i Tarbox Road Studios di Dave Fridmann. Il gruppo ebbe alcune difficoltà a finanziare il progetto e decise di investire metà del budget destinato all'album successivo a Zaireeka. Inoltre, trattandosi di un album particolarmente ambizioso, non mancarono le difficoltà nel comporre i brani. Durante la composizione dell'album, Coyne dichiarò agli altri membri del gruppo: «sentite, non dico che dobbiamo essere amici (...) ma dobbiamo fare questo disco!» Da quel momento, la band riuscì a scrivere delle canzoni basandosi sul mezzo di riproduzione a cui erano destinate anziché comporle e dividerle in diversi CD. Molti brani composti in questo periodo si rivelarono poco idonei ad essere riprodotti su quattro CD e verranno pubblicati in The Soft Bulletin.

## Pubblicazione
Jeff Gold, il general manager della Warner Bros., voleva cancellare il contratto con la formazione perché la presenza di quattro CD avrebbe reso Zaireeka un prodotto difficile da vendere. Il manager dei Flaming Lips, Scott Booker, riuscì a convincere il presidente dell'etichetta Steven Baker, il quale nutriva profonda ammirazione verso la band, a pubblicare Zaireeka. La Warner Bros. versò 200.000 dollari per finanziarlo assieme al successivo The Soft Bulletin. Nonostante ciò, non lo si volle considerare parte dei sette album che la band era stata incaricata di pubblicare per l'etichetta. Secondo Booker, sottolineando la natura bizzarra di Zaireeka, i media avrebbero spinto la band a dare il meglio di sé quando registrarono The Soft Bulletin. L'album uscì il 28 ottobre 1997.

## Promozione
L'album non venne promosso con una tournée, ma tramite una serie di concerti in vari locali rock chiamati Boom Box Experiment, durante i quali, similmente, a quanto accadeva con i Parking Lot Experiment, vennero riprodotti diversi nastri contemporaneamente sfruttando dei radioregistratori. Coyne e Drozd dirigevano due gruppi di persone che controllavano i boombox, spiegando loro come alzare o abbassare il volume, mentre Ivins si occupava del missaggio. Durante i Boom Box Experiment vennero eseguiti The Big Ol' Bug Is the New Baby Now, contenuta in Zaireeka, e Should We Keep the Severed Head Awake??, parte della quale si può sentire in Sleeping on the Roof, tratta da The Soft Bulletin.

## L'album
Uscita più fantasiosa del gruppo, Zaireeka contiene brani psichedelici che trascurano il formato canzone e, rispetto a quelli delle uscite precedenti, risultano più cupi, astratti e atonali. L'album risente l'allontanamento di Jones e conferisce maggiore importanza a Drozd, che, divenuto l'arrangiatore della band, crea delle canzoni sfumate con paesaggi sonori di tastiere, archi e fiati. Secondo Stereogum, la musica sempre più fuori sincronia che ne può risultare richiama le composizioni di Steve Reich e gli studi sul concetto di spazio, suono e proprietà acustiche richiamano molto gli esperimenti Alvin Lucier.
Zaireeka inizia con Okay I'll Admit That I Really Don't Understand, un mantra sul tema dell'incomprensione per la situazione vissuta da qualcuno. Riding to Work in the Year 2025 (Your Invisible Now) narra una «storia di fantascienza su un uomo che finge di essere un agente segreto del futuro e immagina la propria morte psicologica dovuta allo stress "di essere l'agente segreto più importante del mondo"». Il terzo brano Thirty-Five Thousand Feet of Despair racconta la vicenda di un pilota che viene impiccato da qualcuno a metà volo. A Machine in India è inerente alla "follia noiosa, deprimente e delicata" in cui precipita la partner del narratore durante il suo ciclo mestruale. The Train Runs over the Camel but Is Derailed by the Gnat è un discorso di un uomo che è sull'orlo della scoperta, ma finisce per "parlare a vanvera". La sesta How Will We Know? (Futuristic Crashendos) è ispirata a una leggenda metropolitana secondo la quale l'esposizione alle alte e basse frequenze porta ad avere delle premonizioni. La settima canzone March of the Rotten Vegetables, è stata definita «musica per cartoni animati su un gruppo di verdure dementi». L'ottava e conclusiva The Big Ol' Bug Is the New Baby Now è uno spoken word sui cani di Coyne.
Secondo i membri della band, Zaireeka altro non è se non una pubblicazione sperimentale. Secondo Coyne «è stato concepito per essere ascoltato da altri artisti, musicisti e produttori»; Coyne voleva che all'ascolto dell'album vi prendessero parte più individui con i rispettivi stereo e ha definito quella offerta dall'album un'«esperienza comunale, sociale, collettiva».
Le frequenze estese della canzone hanno spinto la band a mettere un avviso di sicurezza sulla copertina dell'album:
Il titolo dell'album è una parola macedonia composta dai termini "Zaire", nazione che era stata eletta a simbolo di anarchia in quanto soffriva di una forte instabilità politica, e eureka (lett. "ho trovato"), esclamazione greca usata per celebrare una scoperta appena avvenuta.

### Modalità di ascolto
Zaireeka ha la particolarità di essere composto da quattro CD, ciascuno dei quali contiene solo alcune delle tracce audio dell'album e da riprodurre simultaneamente in modo da creare un unico suono omogeneo. Infatti, presi singolarmente, i CD alternano sezioni musicali o canore interrotte da lunghissimi silenzi e risultano essere impossibili da ascoltare. Il fruitore di Zaireeka diviene pertanto un compositore che ha la possibilità di non avviare tutti i CD o di farlo in diversi momenti e di configurare a piacere gli impianti stereo, ad esempio piazzandoli in luoghi e/o altezze diversi e disabilitando uno o più dei loro altoparlanti destri o sinistri. La qualità dei riproduttori, così come la quasi impossibilità di sincronizzare perfettamente i quattro CD, renderà ogni ascolto di Zaireeka diverso da quello precedente.
Per aiutare l'ascoltatore a sincronizzare al meglio i CD, sono stati inseriti, all'inizio di ogni canzone, degli annunci vocali in cui vengono dichiarati i numeri dei brani e dei CD in cui sono contenuti.

## Accoglienza
| Recensione                    | Giudizio |
| ----------------------------- | -------- |
| AllMusic                      |          |
| Entertainment Weekly          | A        |
| NME                           |          |
| Pitchfork                     | 0.0/10   |
| Rolling Stone                 |          |
| The Rolling Stone Album Guide |          |
| Piero Scaruffi                |          |

Zaireeka è l'album più controverso del gruppo di Oklahoma City. Sebbene molti considerino geniale la sua modalità di ascolto, secondo altri è una prova che pecca di pretenziosità. Stando a quanto afferma Josh Kun di Rolling Stone, «il suo approccio Wall of Sound/surround combina dissonanze drone-rock con melodie pop sfasate e deformi, ottenendo così un'immersiva seduta spiritica post-Pet Sounds».
A detta di Jason Ankeny di AllMusic, nonostante sia accessibile solo per i fan più sfegatati dei Flaming Lips, essi «decidono di ascoltarlo perché si tratta di un'esperienza indimenticabile».
Stando a Stereogum, è un buon album, anche se non al livello del "vero capolavoro del gruppo" The Soft Bulletin. La medesima recensione riporta che «Zaireeka è il più grande capolavoro rivoluzionario pubblicato da una major dai tempi di Metal Machine Music di Lou Reed o, forse, il più grande troll pubblicato da una major dai tempi di Metal Machine Music.»
Secondo quanto riporta la monografia del gruppo di Ondarock, l'album è ammirevole «sia per il concept folle che per la bravura nel comporre musica stordente, limitando però l'uso del rumore, servendosi piuttosto di quantità abnormi di melodia.» A detta del sito, brani come A Machine in India e March of the Rotten Vegetables permettono a Coyne di sfogare la sua creatività mentre, nei momenti più "normali", il disco «tende troppo a essere musica di sottofondo, offrendo brani abbastanza piatti con qualche momento destabilizzante qua e là.»
Secondo Mark Richardson è una delle pubblicazioni migliori del gruppo e tra gli album più "strabilianti" mai registrati, oltre che una «sfida ai presupposti dietro l'idea di musica registrata». Sempre secondo Richardson, «la musica di Zaireeka può essere capita appieno cimentandosi in questo genere di ascolto. È un po' come ascoltare i Led Zeppelin al Forum durante i loro concerti della metà degli anni settanta anziché ascoltare il loro album How the West Was Won. Con questo non intendo dire che il formato musicale dell'album renda bello l'album, ma sicuramente lo definisce.»
A detta di alcuni, l'album ha un concept "stupido". Tra questi vi è Salon.com, stando al quale «il loro album del 1996 Clouds Taste Metallic ottiene i medesimi risultati psicotici senza che vi siano gli stessi problemi a riprodurlo.» Jason Josephes di Pitchfork ha stroncato l'album assegnandogli un voto pari a 0.0/10; nella sua controversa descrizione, Josephes deride i fan e critica l'album per il fatto di essere "inaccessibile". Stando alle sue parole, «perché mai dovrei spendere dei soldi per comprare altri tre riproduttori e godermi Zaireeka anziché della roba da mangiare?» La recensione scatenò delle polemiche (anche da parte di Richardson, che inviò una risposta contrariata a Josephes) e venne rimossa dal sito, il quale pubblicò un messaggio di scuse.
Nelle note di copertina di The Soft Bulletin 5.1, Coyne dichiara, riferendosi a Zaireeka: «Non mi sarei mai aspettato che il nostro pubblico meno interessato lo prendesse in considerazione.»
Dell'album vennero vendute 28.000 copie entro il 2006.

## Tracce
1. Okay I'll Admit That I Really Don't Understand – 2:51
2. Riding to Work in the Year 2025 (Your Invisible Now) – 7:03
3. Thirty-Five Thousand Feet of Despair – 4:59
4. A Machine in India – 10:23
5. The Train Runs Over the Camel But Is Derailed by the Gnat – 6:14
6. How Will We Know? (Futuristic Crashendos) – 2:23
7. March of the Rotten Vegetables – 6:28
8. The Big Ol' Bug Is the New Baby Now – 5:05

## Formazione
- Wayne Coyne - chitarra e voce
- Steven Drozd - batteria, chitarra, tastiere, voce
- Michael Ivins - basso, cori